# Eugène Boullet (rose)
'Eugène Boullet' est un cultivar de rosier hybride de thé obtenu en 1909 et mis au commerce en 1910 par le rosiériste lyonnais Joseph Pernet-Ducher. Il est issu du croisement 'Étoile de France' (Pernet-Ducher, 1903) x 'Laurent Carle' (Pernet-Ducher, 1907). Cette variété est toujours commercialisée dans les catalogues de roses anciennes.

## Description
Cette variété donne de grandes fleurs rouge écarlate à rouge cramoisi, aux nuances carmin, avec un joli aspect chiffonné. Elles sont pleines et doubles (17-25 pétales), fleurissent généralement en solitaire. La floraison est remontante.
Son buisson à rameaux peu divergents est vigoureux et supporte les hivers froids. Son feuillage est vert bronzé. Il s'élève à 110 cm en moyenne. 
C'est une excellente variété pour les massifs.